# Josep Vilanova i Cebrià
Josep Vilanova i Cebrià (mort a la Seu d'Urgell) va ser un polític d'Andorra. Fou Síndic General d'Andorra de 1918 a 1920. Durant el seu mandat es va viure la fi de la primera guerra mundial. Sota el seu mandat, el Consell General de les Valls va oferir un gran lot de tabac als aliats. Aquest Síndic va morir a La Seu d'Urgell quan tornava d'un viatge a París.